# Stanisław Woźniewicz
Stanisław Woźniewicz (ur. 3 grudnia 1900 w Jeziorach Wielkich, zm. 12 maja 1983 tamże) – powstaniec wielkopolski, działacz ludowy. Syn Franciszka i Pauliny z domu Neumann.
W wieku 18 lat wstąpił w szeregi powstańców wielkopolskich. Podczas powstania wykazał się odwagą i heroizmem opanowując dworzec kolejowy w Złotnikach. W trakcie tego śmiałego czynu zdobył dwie armaty z pełnym wyposażeniem oraz trzydzieści karabinów.
W 1941 roku został aresztowany przez gestapo za odmowę wpisania się na Volkslistę oraz za udział w Powstaniu wielkopolskim. Początkowo więziony był w Inowrocławiu, a następnie został wywieziony do obozu koncentracyjnego w Neuengamme koło Hamburga. Po wyzwoleniu obozu w 1945 roku, wrócił do domu w Jeziorach Wielkich.
Po wojnie pełnił wiele funkcji społecznych w Jeziorach Wielkich. Był prezesem koła Stronnictwa Ludowego oraz długoletnim prezesem koła Zjednoczonego Stronnictwa Ludowego. Piastował też urząd sołtysa.
25 maja 1957 został przewodniczącym Zespołu Łąkarskiego w jeziorach Wielkich. W latach 60. był prezesem Koła Powstańców Wielkopolskich w Wójcinie, a następnie Związku Bojowników o Wolność i Demokrację. W 1975 siedzibę koła przeniesiono do Jezior Wielkich, gdzie dalej pełnił funkcję prezesa.
Uchwałą Rady Państwa z 5 stycznia 1958 odznaczony został Wielkopolskim Krzyżem Powstańczym i awansowany do stopnia podporucznika Wojska Polskiego. 
Uchwałą z 8 stycznia 1969 odznaczony został Krzyżem Kawalerskim Orderu Odrodzenia Polski.